# دعان الخراب (عمران)
دعان الخراب هي إحدى قرى الجمهورية اليمنية. تتبع جغرافيا لمحافظة عمران وإداريًا لمديرية جبل عيال يزيد. يبلغ تعداد سكانها 3386 نسمة حسب الإحصاء الذي أجري عام 2004.